# 阿拉瓦克人
阿拉瓦克人（Arawak），指西班牙人抵达美洲时居住於北起佛罗里达，南至巴西北部沿海，包括加勒比海大安地列斯群岛在内的一支操阿拉瓦克语系诸语言的美洲原住民。
按照西班牙人的描述，阿拉瓦克人爱好和平，不久前刚刚被较为好战的加勒比人赶出小安地列斯群岛，属于神权社会，各部落由酋长统领。阿拉瓦克人是农耕文明，主要作物包括木薯和燕麦，使用石器。除了农业外，阿拉瓦克人还能编织棉花吊床，并种植烟草。
西班牙人侵入後，阿拉瓦克人受到歐洲人的種族屠殺和外來的天花等傳染性疾病的影响，加上西班牙人的残酷统治，人口急剧减少。今日阿拉瓦克人在加勒比海地区已经绝迹，仅在南美洲还约有2450人幸存，主要聚居在苏里南。